# Gwyddelwern
Gwyddelwern är en liten ort och community med omkring 500 invånare, belägen omkring tre kilometer norr om Corwen i norra Wales i Storbritannien. Den ligger i kommunen Denbighshire, i den södra delen av landet, 270 km nordväst om huvudstaden London. Historiskt sett har orten varit en del av distriktet Edeirnion i det traditionella grevskapet Merionethshire. Edeirnion (idag känt som Edeyrnion) var en del av distriktet Glyndŵr i Clwyd från 1974 till 1996, då området blev en del av kommunen Denbighshire. Orten ligger vid vägen A494.

## Namnet
Namnet är ofta "poetiskt" översatt till "Irländarens aldunge". "Gwyddel" betyder irländare, och "wern" refererar till ett fuktigt eller svampigt område vid de omgivande kullarna.
I vardagligt tal kallas samhället ofta för endast Gwyddel.

## Geografi
Området väster om orten domineras av Mynydd-Rhŷd-Ddu och Bryn Gwenallt. I söder har man god utsikt från Dee Valley till The Berwyn Mountains och Arenig Fawr nära Bala.
Vid sidan av jordbruk är lokala arbetsgivare ett sågverk i staden och lättare industrier i Corwen och Cynwyd en bit söder ut.

## Historia
Den närliggande orten Bryn Saith Marchog, omtalad i berättelserna om Branwen, dotter av Llyr - del av Mabinogion och är namngivet efter Bendigeidfran, även känd som Bran, stationerade sju prinsar eller knektar där för att vakta sina kullar medan han var på resa i Irland.
Brytning var industriellt viktigt för samhället. De två lokala gruvorna var Dee Clwyd Granite Quarry och Graig-Leo Quarry. Det finns än idag aktivitet vid Graig-Leo som tillverkar fordonsbromsar och en granit och marmoravputsande verksamhet.

### Järnvägen
Gwyddelwern blev den första helt fungerande stationen i Vale of Edeyrnion när järnvägen startade 22 september 1864. Den första linjen var den mellan Denbigh, Ruthin och Corwen. Stationen fick inkomster från de lokala gruvorna som båda hade sina påverkningar. Stationen hade också en kolgård, hästbås och nötkreaturs med en tyngdmaskin. Det fanns en fraktslinga vid Gwyddelwern, på den annars enspåriga linjen.
Persontrafiken upphörde den 2 februari 1953 och godstrafiken 2 december 1957.